# Auckland United Football Club
Maillots
Le Auckland United Football Club, plus couramment abrégé en Auckland United, est un club néo-zélandais de football fondé en 2020 et basé à Mount Roskill, une banlieue d'Auckland.
Il participe actuellement à la NZNL, plus haut niveau du football néo-zélandais, dans la Northern League.

## Histoire
Le club est fondé en 2020 par la fusion des clubs de Onehunga Sports (en) et Three Kings United (en).